# تاهارا (آيتشي)
تاهارا مدينة تقع ضمن محافظة آيتشي في اليابان، تأسست في 8/20/2003، بلغ عدد تعداد سكانها في 1 يناير – 2008 حوالي 66698 مساحتها الإجمالية حوالي 188.81 كم٢ لتصبح كثافة سكانها 353 نسمة لكل كيلو متر مربع.

## توأمة
لتاهارا (آيتشي) اتفاقيات توأمة مع كل من:
- جورجتاون
- برنستون
- كونشان [الإنجليزية]‏
- Dongjak District [الإنجليزية]‏
- ميادا [الإنجليزية]‏
- سوجو